# La Gaudaine
La Gaudaine település Franciaországban, Eure-et-Loir megyében. Lakosainak száma 179 fő (2022. január 1.). La Gaudaine Thiron-Gardais, Trizay-Coutretot-Saint-Serge, Vichères, Argenvilliers és Arcisses községekkel határos.

## Népesség
A település népességének változása:
| Lakosok száma | 112  | 108  | 128  | 180  | 173  | 177  | 175  | 169  | 177  | 179  |
|               | 1968 | 1982 | 1990 | 2006 | 2013 | 2015 | 2017 | 2019 | 2020 | 2022 |